# Mohîliv Kurin, Oleksandrivka
Mohîliv Kurin (în ucraineană Могилів Курінь) este un sat în comuna Rodnîkivka din raionul Oleksandrivka, regiunea Kirovohrad, Ucraina.

## Demografie
Componența lingvistică a localității Mohîliv Kurin
     Ucraineană (100%)
Conform recensământului din 2001, toată populația localității Mohîliv Kurin era vorbitoare de ucraineană (100%).